# キム・ギョンジュ
キム・ギョンジュ（1976年7月14日 - ）は、大韓民国の詩人。光州広域市出身。

## 略歴
1976年7月14日に光州広域市で生まれ、西江大学校の哲学科を卒業した。2009年に「第3回詩作文学賞」、「第17回今日の若い芸術家賞」、「第28回金洙暎文学賞」を受賞した。演劇実験室「恵化洞1番地」に戯曲を載せ劇作家として活動している。現在、同徳女子大学校文芸創作学科の招聘教授として在籍している。

## 受賞歴
- 2009年 第3回 詩作文学賞
- 2009年 第17回 今日の若い芸術家賞
- 2009年 第28回 金洙暎文学賞

## 著書

### 詩集
- 『私はこの世に無い季節だ(나는 이 세상에 없는 계절이다)』(ランダムハウスコリア、2006)(改訂版 文学と知性社、2012)
- 『奇談(기담)』(文学と知性社、2008)
- 『時差の目を宥める(시차의 눈을 달랜다)』(民音社、2009)

### 散文集
- 『パスポート(패스포트)』(ランダムハウスコリア、2007)
- 『レインボー東京(레인보우 동경)』(ネクサスBOOKS、2008) :共著
- 『Pulp Kid(펄프 키드)』(トゥイントル、2008)
- 『密語(밀어)』(文学トンネ、2012)

### その他
- 『ロビンソンのファンタスティック宇宙遠征隊(노빈손의 판타스틱 우주 원정대)』(トゥイントル、2006)
- 『ロビンソン、朝鮮最高の貿易王になる(노빈손 조선 최고의 무역왕이 되다)』(トゥイントル、2010)